# Дворец культуры «Арбоб»

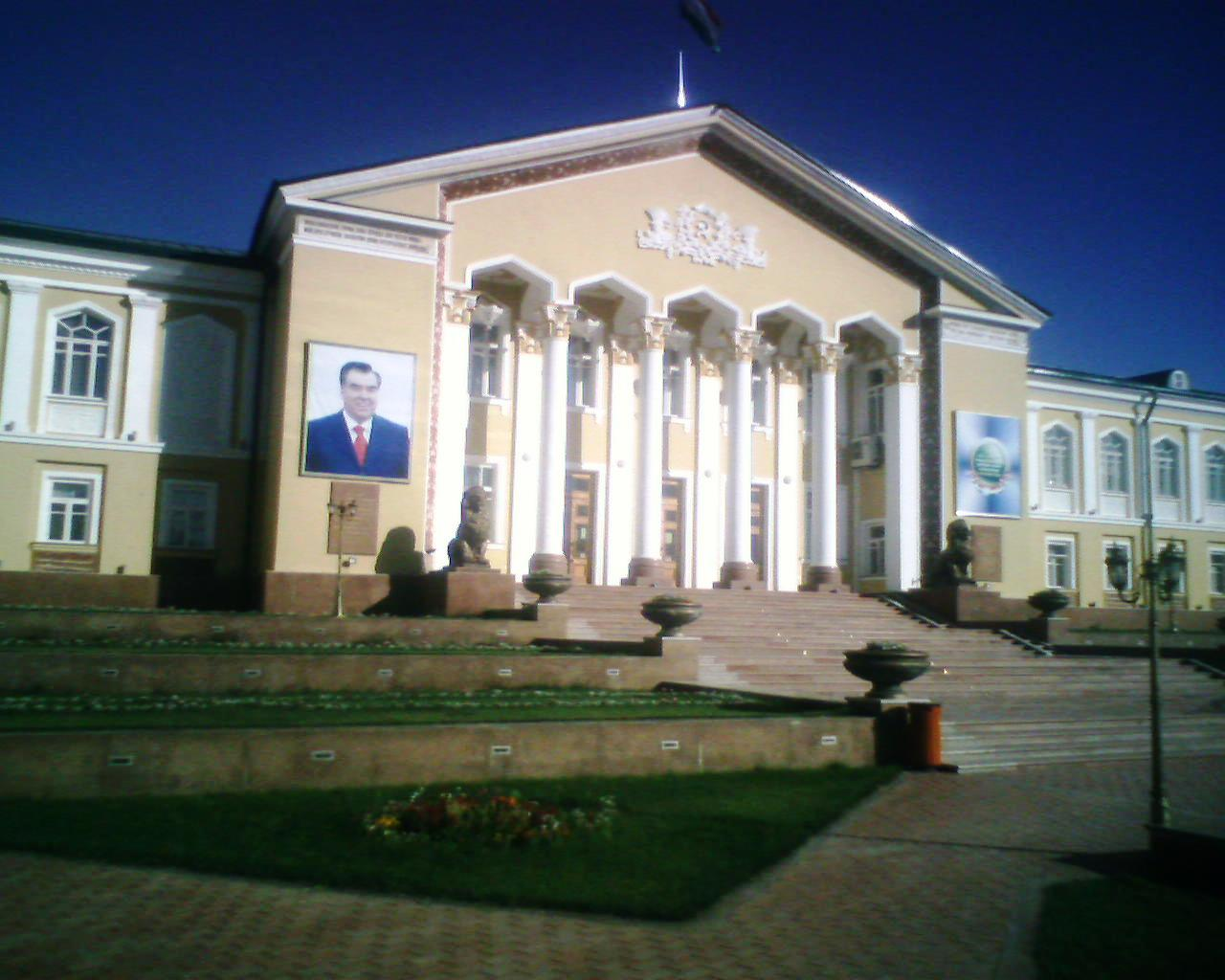
Главный корпус Дворца культуры «Арбоб»

Дворец культуры «Арбоб» (тадж. Қасри Арбоб) — дворцово-парковый ансамбль в Согдийской области Таджикистана. Находится в Гафуровском районе, у границы с Худжандом, в 6 км от его центра.
Построен в 1950-е годы на холме Арбоб, по образцу Петергофского дворца под Санкт-Петербургом в уменьшенном и изменённом виде. В советский период здание служило в качестве административного центра коллективных хозяйств области. Дворец культуры «Арбоб» изображен на лицевой стороне банкноты достоинством в пять дирамов.

## Строительство и расположение

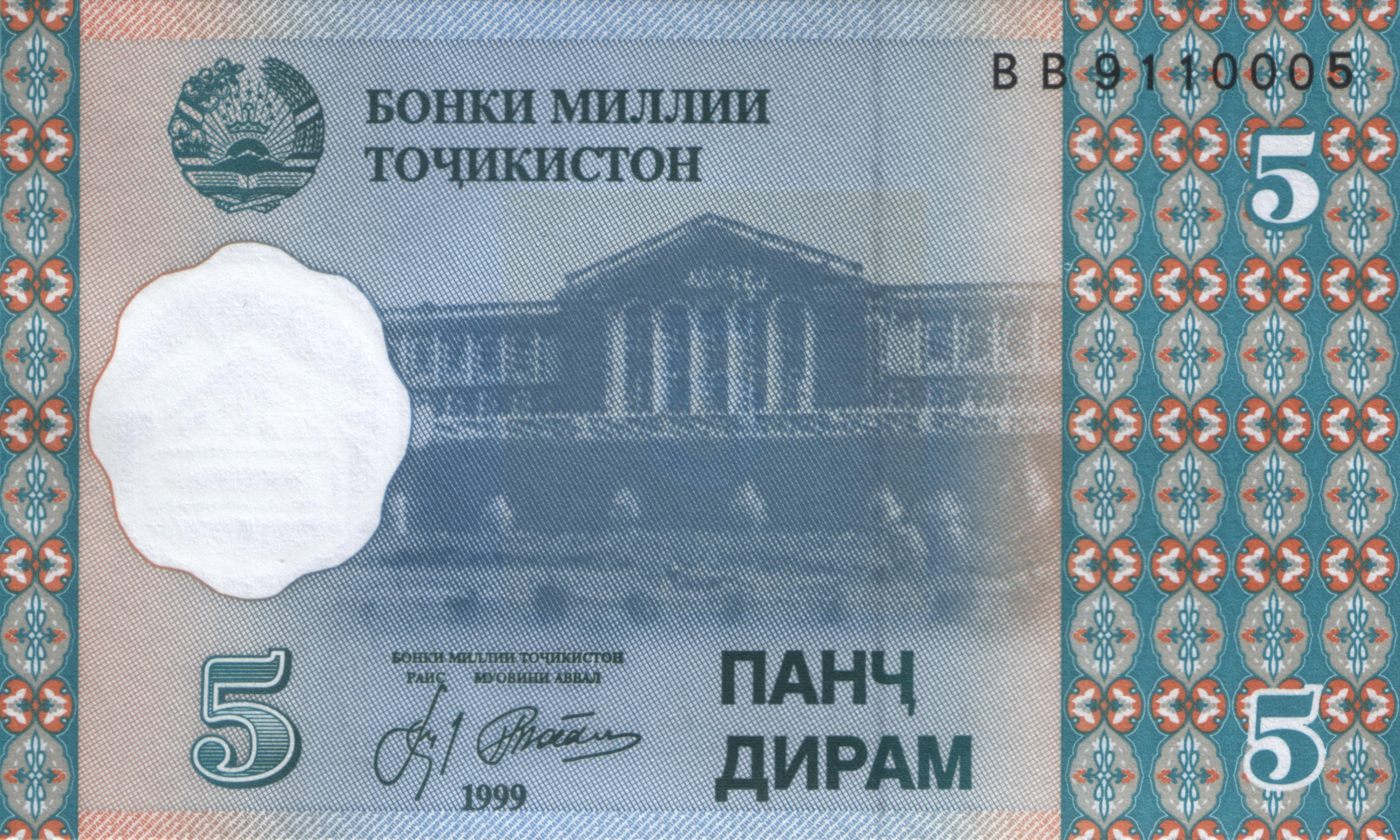
Дворец культуры «Арбоб» на банкноте номиналом 5 дирамов

Проектирование и строительство комплекса началось с 1946 года и продолжалось до 1957 года, по предварительному согласованию с Ленинградским областным комитетом коммунистической партии. По другим данным, строительство было завершено в 1959 году.
Дворец расположен в Гафуровском районе Согдийской области. В главном здании три крыла, в центральном находится театр вместимостью 800 человек. В южном крыле в настоящее время расположен музей, который рассказывает об истории Арбоба и коллективизации, которая проходила в Таджикистане в советский период.
От здания череда фонтанов и розариев ведёт к подъездной дороге и к бюсту Ленина.

## История
Комплекс был возведён на холме под названием Арбоб, отсюда и название Дворца.

Центральное здание было построено в 1950-е годы под руководством и инициативе дважды Героя Социалистического Труда, председателя колхоза «Москва» Саидходжи Урунходжаева, также известного в Таджикистане как новатор колхозного производства. Побывав однажды в Ленинграде, в Петергофе и увидев знаменитые дворцы, он пригласил в колхоз ленинградских архитекторов, которые построили мини-копию одного из таких дворцов. По другим источникам, автором проекта был Х. Юлдашев, председатель таджикского отделения Союза советских архитекторов (1948—1959).

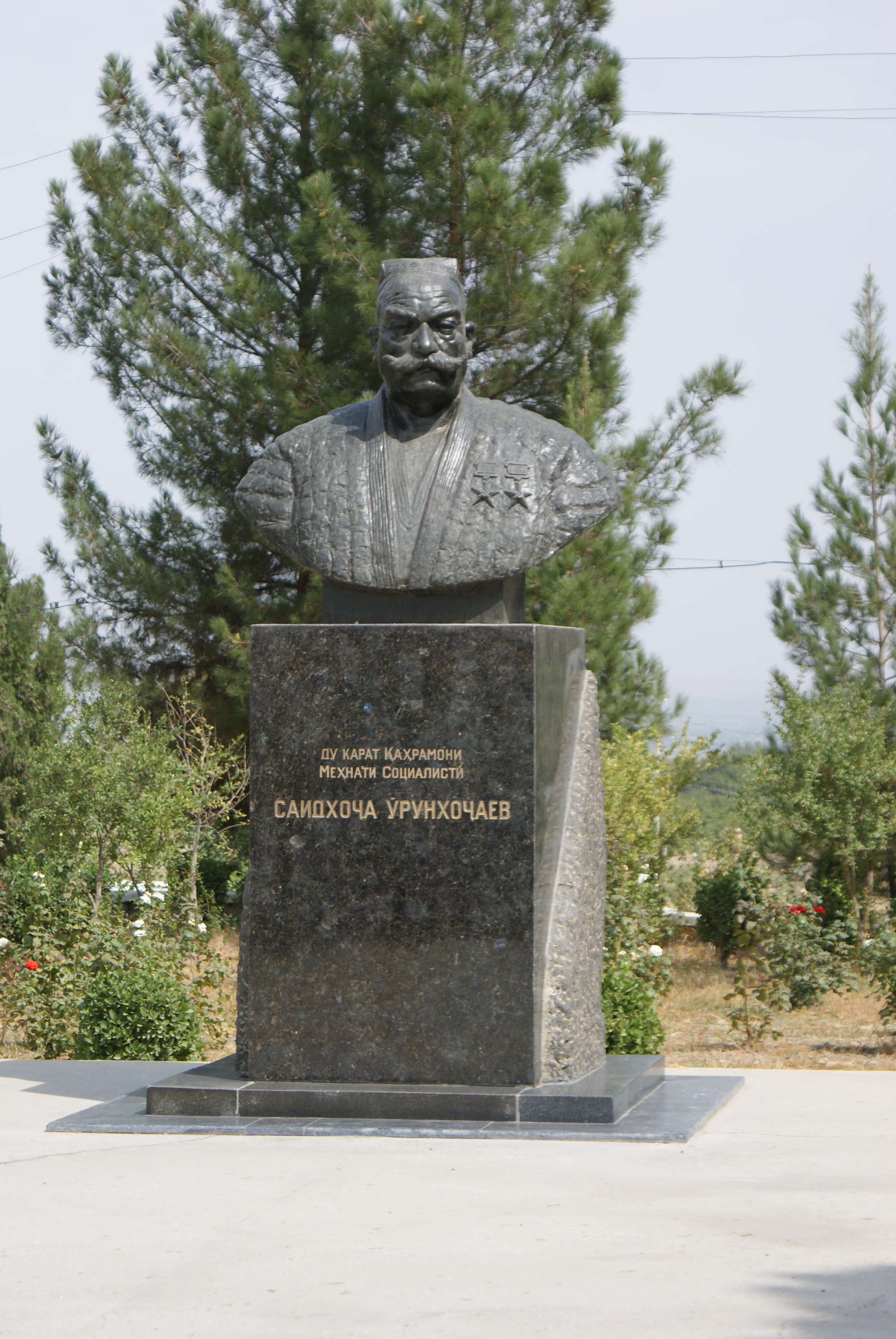
Бюст Саидходжы Урунходжаева

На открытие Дворца приезжал Г. М. Маленков, а во время строительства посещал И. В. Сталин.
В конце 1990-х годов в здании Арбоб была проведена мирная конференция после гражданской войны в Таджикистане. В частности, президент Таджикистана Эмомали Рахмон впервые получил известность, выступая в этом дворце в 1992 году, когда было организовано так называемый «плов мира», имевший целью примирения враждующих межтаджикских вооружённых формирований и направленный на конец гражданской войны.
С 20 января 2011 года по решению председателя Согдийской области Дворец находится на балансе управления культуры администрации Согда и считается историческим и культурным достоянием Таджикистана. Ранее дворцово-парковый комплекс находился на балансе ОАО имени Урунходжаева, переход на баланс государства был связан с финансовой несостоятельностью акционерного общества.
В 2012 году Дворец был реконструирован и сдан в эксплуатацию в дни празднования юбилея 16-й сессии Верховного Совета РТ с участием президента республики. С 15 декабря 2012 года во Дворце проводятся еженедельные экскурсии для школьников, студентов и горожан. Для иностранных туристов, приезжающих в Согдийскую область, Дворец «Арбоб» стал главным объектом для посещения.
С появлением новых фонтанов дворцово-парковый комплекс преобразился.
В марте 2015 года рядом с Дворцом культуры с участием Президента страны Эмомали Рахмона было открыто новое здание амфитеатра, входящее в дворцово-парковый комплекс. Амфитеатр комплекса Арбоб имеет полукруглую форму, занимает площадь в 3,5 га и рассчитан на 7000 зрительских мест. Также данный культурно-спортивный объект располагает трибуной для высокопоставленных гостей; для разминок спортсменов и репетиций артистов предусмотрены отдельные помещения. Имеются также 2 актовых зала и другие подсобные помещения.
Размеры сцены для проведения культурных и развлекательных мероприятий составляют 80×54 метра. Сцена и уголки амфитеатра украшены расписными колоннами. Вход в амфитеатр также украшают фонтаны сферической формы, а территорию амфитеатра — декоративные деревья, цветники и кустарники.